# Osztott könyvtár
A megosztott könyvtár (shared library) olyan programkönyvtár, amely olyan végrehajtható kódot tartalmaz, amelyet úgy terveztek, hogy futás közben több számítógépes program vagy más könyvtárak használhassák, és a kódnak csak egy példánya van a memóriában, amelyet a kódot használó összes program megoszt.

## Könyvtártípusok
Egy program, amely úgy van beállítva, hogy könyvtárat használjon, használhat statikus vagy dinamikus linkelést. Történelmileg a könyvtárak csak statikusak lehettek. Statikus linkelés (.lib) esetén a könyvtár gyakorlatilag be van ágyazva a program futtatható fájljába, míg dinamikus linkelés esetén a könyvtárat futásidőben lehet betölteni egy megosztott helyről, például a rendszerfájlokból.
Egy programnak szüksége van egy fordító (compile) és egy összekapcsoló (linking) lépésre ahhoz, hogy hozzáférjen egy könyvtárhoz. Statikus linkelés esetén ezeket a hivatkozásokat a fordítási időben teljes mértékben feloldják, míg dinamikus linkelés esetén ezeket a hivatkozásokat csak futási időben oldja fel az operációs rendszer.

## Formátumok
Sok modern operációs rendszer ma már egységes formátumot használ a megosztott könyvtárak és a futtatható fájlok számára. Például:
- A Microsoft Windows a .dll fájlok számára a Portable Executable (PE)(wd) formátumot használja;
- Az olyan operációs rendszerek, mint a Solaris és más System V Release 4-alapú rendszerek, a Linux, és a szabad szoftver BSD operációs rendszerek az Executable and Linkable Format(wd) (ELF) formátumot használják a .so fájlok számára;
- Az Apple Darwin-alapú(wd) operációs rendszerei, mint például a macOS és az iOS a Mach-O(wd) formátumot használják a .dylib fájlokhoz.

Ez két fő előnnyel jár: először is, csak egy betöltőre van szükség (az egyetlen loader megépítése és karbantartása megéri a hozzáadott bonyolultságot). Másodszor, lehetővé teszi, hogy egy végrehajtható fájl megosztott könyvtárként használható legyen (ha rendelkezik szimbólumtáblával).
Néhány régebbi környezetben, mint például a 16 bites Windows vagy a HP 3000 MPE, jelentős korlátozások vonatkoztak a megosztott könyvtári kódra, például csak a veremalapú (helyi) adatok engedélyezése.

## Memória megosztása
A könyvtári kódot több folyamat (process) megoszthatja a memóriában és a lemezen. Virtuális memória használata esetén a folyamatok ugyanazt a fizikai RAM-oldalt hajtanák végre, amely a folyamatok különböző címterébe van leképezve. Ennek előnyei vannak. Az OpenStep rendszerben például az alkalmazások gyakran csak néhány száz kilobájt méretűek voltak, és gyorsan betöltődtek; kódjuk nagy része olyan könyvtárakban volt, amelyeket az operációs rendszer már más célokra betöltött.
A programok a RAM megosztását megvalósíthatják pozíciófüggetlen kóddal, mint a Unixban, ami összetett, de rugalmas architektúrához vezet, vagy közös virtuális címek használatával, mint a Windowsban és az OS/2-ben. Ezek a rendszerek különböző eszközökkel – például a címtartomány előzetes feltérképezésével és az egyes megosztott könyvtáraknak fenntartott helyekkel – biztosítják, hogy a kód nagy valószínűséggel megosztott legyen. A harmadik alternatíva az egyszintű tárolás egyetlen címtartományban, ahogyan azt az IBM System/38 és utódai használják. Ez lehetővé teszi a pozíciófüggő kódot, a programoknak és könyvtáraknak állandó címet rendelve ehhez a címtartományhoz.
Bizonyos esetekben a megosztott könyvtárak különböző verziói problémákat okozhatnak, különösen akkor, ha a különböző verziók könyvtárainak ugyanaz a fájlneve, és a rendszerre telepített különböző alkalmazások mindegyike egy adott verziót igényel. Az ilyen forgatókönyvet DLL-pokolnak nevezik, amely a Windows és OS/2 DLL fájljáról kapta a nevét. A legtöbb 2001 utáni modern operációs rendszer rendelkezik az ilyen helyzetek kiküszöbölésére szolgáló tisztítási módszerekkel, vagy alkalmazásspecifikus „privát” könyvtárakat használ.

## Dinamikus összekapcsolás
A dinamikus linkelés vagy késői kötés a program betöltése (betöltési idő) vagy végrehajtása (futási idő) közben végzett linkelés, nem pedig a végrehajtható fájl létrehozásakor. A dinamikusan linkelt könyvtár (dynamic-link library, vagy DLL, Windows és OS/2 alatt; shareable image OpenVMS alatt; dynamic shared object, vagy DSO, Unix-szerű rendszerekben) dinamikus linkelésre szánt könyvtár. A linker csak minimális munkát végez a végrehajtható fájl létrehozásakor; csak azt rögzíti, hogy a programnak milyen könyvtári rutinokra van szüksége, valamint a könyvtárban lévő rutinok indexneveit vagy számait. A linkelés munkájának nagy része az alkalmazás betöltésekor (betöltési idő) vagy a végrehajtás során (futási idő) történik. Általában a szükséges linker program, amelyet dynamic linker-nek vagy linking loader-nek neveznek, valójában a mögöttes operációs rendszer része. (Azonban lehetséges, és nem is túlságosan nehéz olyan programot írni, amely dinamikus linkelést használ, és saját dinamikus linkert tartalmaz, még olyan operációs rendszerhez is, amely maga nem nyújt támogatást a dinamikus linkeléshez).
A programozók a dinamikus összekapcsolást eredetileg az 1964-ben induló Multics operációs rendszerben és az 1960-as évek végén épített MTS-ben (Michigan Terminal System) fejlesztették ki.

## Optimalizálás
Mivel a megosztott könyvtárak a legtöbb rendszerben nem változnak gyakran, a rendszerek kiszámíthatják a rendszerben lévő minden megosztott könyvtár valószínű betöltési címét, mielőtt szükség lenne rá, és ezt az információt tárolhatják a könyvtárakban és a futtatható fájlokban. Ha minden betöltött megosztott könyvtár átesett ezen a folyamaton, akkor mindegyik az előre meghatározott címre fog betöltődni, ami felgyorsítja a dinamikus linkelés folyamatát. Ezt az optimalizálást macOS-en és Linuxon prebinding vagy prelinking néven ismerik. Az IBM z/VM hasonló technikát használ, az úgynevezett „Discontinuous Saved Segments” (DCSS) Ennek a technikának a hátrányai közé tartozik az időigény, amelyet e címek előzetes kiszámítása igényel minden alkalommal, amikor a megosztott könyvtárak változnak, a címtartomány elrendezésének randomizálására való képtelenség, valamint a megfelelő virtuális címtartomány használatának követelménye (ez a probléma a 64 bites architektúrák elterjedésével enyhül, legalábbis egyelőre).

## Könyvtárak elhelyezése futásidőben
A megosztott könyvtárak betöltői funkcionalitásukban nagyon eltérőek. Némelyik a könyvtárakhoz vezető explicit elérési utakat tároló futtatható programtól függ. A könyvtárak elnevezésének vagy a fájlrendszer elrendezésének bármilyen változása hibát okoz ezeknek a rendszereknek a működésében. Gyakrabban csak a könyvtár nevét (és nem az elérési útvonalat) tárolják a futtatható fájlban, és az operációs rendszer valamilyen algoritmus alapján biztosítja a könyvtár keresésének módszerét a lemezen.
Ha egy megosztott könyvtárat, amelytől egy végrehajtható program függ, törölnek, áthelyeznek vagy átneveznek, vagy ha a könyvtár egy inkompatibilis verzióját másolják a keresésben korábbi helyre, a végrehajtható program nem tud betölteni. Ezt függőségi pokolnak nevezik, amely számos platformon létezik. A (hírhedt) Windows-változatot DLL-pokol néven szokták emlegetni. Ez a probléma nem fordulhat elő, ha minden könyvtár minden egyes verziója egyedileg azonosított, és minden program csak a teljes egyedi azonosítójukkal hivatkozik a könyvtárakra. A korábbi Windows-verziók „DLL-pokol” problémái abból adódtak, hogy a programokban a dinamikus hivatkozások feloldásához csak a könyvtárak neveit használták, amelyek nem voltak garantáltan egyediek. (A „DLL-pokol” elkerülése érdekében a Windows későbbi verziói nagyrészt a programok számára biztosított lehetőségekre támaszkodnak a saját DLL-ek telepítésére — ami lényegében a megosztott könyvtárak használatától való részleges visszavonulást jelenti —, valamint olyan mechanizmusokra, amelyek megakadályozzák a megosztott rendszer DLL-ek korábbi verziókkal történő cseréjét.)

### Microsoft Windows
A Microsoft Windows a COM-objektumokat megvalósító DLL-ek betöltésének megfelelő helyét a rendszerleíró adatbázisban ellenőrzi, de más DLL-ek esetében meghatározott sorrendben ellenőrzi a könyvtárakat. Először a Windows ellenőrzi azt a könyvtárat, ahová a programot betöltötte (privát DLL); a SetDllDirectory() függvény meghívásával beállított könyvtárakat; a System32, System és Windows könyvtárakat; majd az aktuális munkakönyvtárat; végül a PATH környezeti változó által megadott könyvtárakat. A .NET keretrendszerre (2002 óta) írt alkalmazások a DLL-pokol problémájának kiküszöbölése érdekében a megosztott dll-fájlok elsődleges tárolójaként a Global Assembly Cache-t is ellenőrzik.

### OpenStep
Az OpenStep egy rugalmasabb rendszert használt, amely a rendszer első indításakor összegyűjti a könyvtárak listáját számos ismert helyről (hasonlóan a PATH koncepcióhoz). A könyvtárak mozgatása egyáltalán nem okoz problémát, bár a felhasználóknak a rendszer első indításakor időköltséget okoz.

### Unix-szerű rendszerek
A legtöbb Unix-szerű rendszer rendelkezik egy „keresési útvonallal”, amely meghatározza a fájlrendszer azon könyvtárait, amelyekben a dinamikus könyvtárakat keresni kell. Egyes rendszerek az alapértelmezett elérési utat egy konfigurációs fájlban adják meg, mások a dinamikus betöltőbe kódolják. Egyes futtatható fájlformátumok további könyvtárakat is megadhatnak, amelyekben egy adott programhoz tartozó könyvtárakat kell keresni. Ez általában felülbírálható egy környezeti változóval, bár a setuid és setgid programok esetében le van tiltva, így a felhasználó nem kényszerítheti az ilyen programot arra, hogy tetszőleges kódot futtasson root jogosultságokkal. A könyvtárak fejlesztőit arra ösztönzik, hogy dinamikus könyvtáraikat az alapértelmezett keresési útvonalon belüli helyekre helyezzék el. Hátránya, hogy ez problémássá teheti az új könyvtárak telepítését, és ezek az „ismert” helyek gyorsan egyre több könyvtárfájlnak adnak otthont, ami bonyolultabbá teszi a kezelést.

## Dinamikus betöltés
A dinamikus betöltés, a dinamikus linkelés egy alcsoportja, egy dinamikusan linkelt könyvtár kérésre történő futásidejű betöltését és eltávolítását jelenti. Az ilyen kérés történhet implicit vagy explicit módon. Implicit kérés akkor történik, amikor a fordító vagy a statikus linker olyan könyvtárhivatkozásokat ad hozzá, amelyek fájlútvonalakat (path) vagy egyszerűen fájlneveket tartalmaznak. Explicit kérés akkor történik, amikor az alkalmazások közvetlenül hívják az operációs rendszer API-ját.
A legtöbb operációs rendszer, amely támogatja a dinamikusan összekapcsolt könyvtárakat, támogatja az ilyen könyvtárak dinamikus betöltését is egy futásidejű linker API-n keresztül. A Microsoft Windows például a Microsoft Dynamic Link Libraries API függvényeket LoadLibrary, LoadLibraryEx, FreeLibrary és GetProcAddress használja; a POSIX-alapú rendszerek, beleértve a legtöbb UNIX és UNIX-szerű rendszert, a dlopen, dlclose és dlsym függvényeket használják. Egyes fejlesztőrendszerek automatizálják ezt a folyamatot.

## Fordítás
- Ez a szócikk részben vagy egészben  a   Shared library című angol Wikipédia-szócikk fordításán alapul.  Az eredeti cikk szerkesztőit annak laptörténete sorolja fel. Ez a jelzés csupán a megfogalmazás eredetét és a szerzői jogokat jelzi, nem szolgál a cikkben szereplő információk forrásmegjelöléseként.